# Roger Pilloy
Roger Jean Joseph Ghislain Pilloy (Baisy-Thy, 12 augustus 1914 - 2001) was een Belgisch senator.

## Levensloop
Gepromoveerd tot burgerlijk ingenieur aan de ULB, werd Pilloy gemeenteraadslid van Baisy-Thy in 1946 en het jaar daarop werd hij burgemeester, wat hij bleef tot aan de gemeentefusie in 1976. Pilloy was vervolgens burgemeester van de fusiegemeente Genepiën tot in 1982. De volgende zes jaar verzeilde hij met zijn groep in de oppositie. In 1988 werd de meerderheid heroverd, maar Pilloy liet het burgemeesterschap aan Gérard Couronné en bleef raadslid tot in 1996. 
In oktober 1967 volgde hij de overleden Pierre Warnant op als liberaal senator voor het arrondissement Nijvel en vervulde dit mandaat tot aan de wetgevende verkiezingen van maart 1968.